# Weissia patula
Weissia patula är en bladmossart som beskrevs av Allan James Fife 1995. Weissia patula ingår i släktet krusmossor, och familjen Pottiaceae. Inga underarter finns listade i Catalogue of Life.